# Комітет Верховної Ради України з питань освіти, науки та інновацій
Комітет Верховної Ради України з питань освіти, науки та інновацій — утворений 29 серпня 2019 у Верховній Раді України IX скликання. У складі комітету 13 депутатів, голова Комітету — Бабак Сергій Віталійович.

## Склад
У складі комітету:
1. Бабак Сергій Віталійович — голова Комітету
2. Лукашев Олександр Анатолійович — перший заступник голови Комітету
3. Колебошин Сергій Валерійович — заступник голови Комітету
4. Піпа Наталія Романівна — секретар Комітету
5. Воронов Володимир Анатолійович — голова підкомітету з питань раннього розвитку та дошкільної освіти
6. Лис Олена Георгіївна — голова підкомітету з питань загальної середньої, інклюзивної освіти та освіти на тимчасово окупованих територіях
7. Коваль Ольга Володимирівна — голова підкомітету з питань професійно-технічної та фахової передвищої освіти
8. Колюх Валерій Вікторович — голова підкомітету з питань вищої освіти
9. Совсун Інна Романівна — голова підкомітету з питань освіти впродовж життя та позашкільної освіти
10. Кириленко Іван Григорович — тимчасово виконувач обов'язків голови підкомітету з питань науки та інновацій
11. Гришина Юлія Миколаївна — член Комітету
12. Грищук Роман Павлович — член Комітету
13. Павленко Ростислав Миколайович — член Комітету

## Предмет відання
Предметом відання Комітету є:
- освіта;
- наука, науково-технічна діяльність та наукові парки;
- правовий статус та соціальний захист наукових, педагогічних і науково-педагогічних працівників;
- інноваційна діяльність, розвиток високих технологій (крім питань, які віднесені до предметів відання інших комітетів);
- засади здійснення наукових і науково-технічних експертиз.